# 辛有志
辛有志（1990年1月1日—），又稱辛巴，綽號快手一哥，出生于中華人民共和國黑龙江省哈尔滨市通河县，中国大陆網絡紅人、电商网络主播。旗下擁有辛选集团。在胡潤研究院發布的《2021胡潤慈善榜》中，辛有志位列第22位。

## 经历
辛有志初中輟學後前往日本工作，並在兵庫縣明石市大久保町開設餐館。2014年7至8月，辛有志让3名持厨师技能资格簽證入境的中華人民共和國男子在藥妝店購買日本的花王妙而舒紙尿褲並出口到中華人民共和國。由於3名男子在日本實際活動與簽證不符，違反日本的《出入境管理及难民认定法》，日本警方於2014年10月15日逮捕3名男子。11月19日，兵库县警方以辛有志指使他人購買紙尿褲涉嫌非法用工而逮捕辛有志。辛有志最終被拘留63日。

### 直播帶貨
辛有志返回中华人民共和国后，于2016年成為快手主播並直播帶貨。此外，又與家人組建广州辛选供应链有限公司、广州辛选网络信息科技有限公司、广东志翼科技有限公司、杭州辛橙信息科技有限公司等13家公司。自己出任广州和祥贸易有限责任公司董事长兼棉密码品牌與辛有志严选品牌创始人。2018年12月，发行首支个人单曲《我的字典没有后悔》。在2020年8月份，辛巴和他的徒弟壟斷快手主播带货销量前四名。2020年8月18日，辛有志在广州市白云区建成首個直播基地，建筑面积1.2万平方米。
2025年8月18日，辛有志宣布因健康原因退出直播工作，其公司辛选集团将由妻子初瑞雪接管。辛有志在24岁时曾检查出支气管炎，医生曾表示高强度直播工作会严重损害其健康，故决定停止直播。

### 争议事件
2020年10月17日，辛有志在上海一家酒店參加活動時，看見保安對自己的粉絲態度不佳，於是上前與保安理論並發生衝突。事後保安向辛有志道歉，且通過網絡自稱被酒店開除。不過酒店予以否認。
2020年9月17日、10月25日，辛有志旗下的广州和翊电子商务有限公司受广州融昱贸易有限公司委托，安排主播“时大漂亮”在快手推广商品“茗挚碗装风味即食燕窝”。同年11月初，有该款燕窝的购买者发布视频指责产品都是水，事件引发广泛争论。11月19日，王海在新浪微博上指控茗挚碗装风味即食燕窝的蔗糖含量为4.8%，碳水化合物为5%，該產品實際上為糖水。辛有志、“时大漂亮”及该产品品牌方起初否认相关指控，表示产品无问题，并称将起诉恶意传播相关言论者。11月27日，辛有志在新浪微博上承认自己虛假宣傳，王海舉報的燕窝實際上只是燕窝风味饮品，並宣佈召回快手直播间销售的全部燕窝产品，賠償消費者。2020年12月15日，广州市南沙综合行政执法局宣布就涉诉公司涉嫌违法予以立案，21日表示已就成立专案组，23日，广州市市场监督管理局認定广州和翊电子商务有限公司誤導宣傳，违反《中华人民共和国反不正当竞争法》，罚款90万元，广州融昱贸易有限公司被罚款200万元。快手宣佈封停辛有志个人账号60天。
2021年3月27日，辛有志復出。9月2日，辛巴直播间再度被快手封禁。
2023年11月初，辛有志在抖音平台直播時吐槽抖音后台存在对其抹黑的行为，随后辛巴抖音账号被封禁。